# Noorwegen op de Olympische Zomerspelen 1932
Noorwegen nam deel aan de Olympische Zomerspelen 1932 in Los Angeles, Verenigde Staten. Voor de eerste keer keerden de Noren zonder medailles huiswaarts, iets dat zich alleen nog in 1964 zou herhalen.

## Deelnemers en resultaten

### Atletiek
| Olympiër          | Discipline       | Resultaat | Prestatie                                       |
| ----------------- | ---------------- | --------- | ----------------------------------------------- |
| Hjalle Johannesen | 400m (m)         | 15e       | serie 2: 3de in 49,5 kwartfinale 2: 5de in 49,4 |
| Hjalle Johannesen | 800m (m)         | 10e       | serie 2: 4de in 1.54,3                          |
| Hjalle Johannesen | hoogspringen (m) | 9e        | 1,85m                                           |
| Olav Sunde        | speerwerpen (m)  | 9e        | 60,81m                                          |

### Worstelen
| Olympiër       | Discipline     | Resultaat      | Prestatie                                                               |
| Grieks-Romeins | Grieks-Romeins | Grieks-Romeins | Grieks-Romeins                                                          |
| -------------- | -------------- | -------------- | ----------------------------------------------------------------------- |
| Arild Dahl     | -72kg (m)      | 6e             | 1ste ronde: V van DEN Jensen: beslissing 2de ronde: V van SWE Johansson |

### Zwemmen
| Olympiër        | Discipline       | Resultaat | Prestatie                                             |
| --------------- | ---------------- | --------- | ----------------------------------------------------- |
| William Karlsen | 100m rugslag (m) | 8e        | serie 4: 1ste in 1.13,7 halve finale 1: 5de in 1.13,3 |

Argentinië · Australië · België · Brazilië · Brits-Indië · Canada · Colombia · Denemarken · Duitsland · Estland · Filipijnen · Finland · Frankrijk · Griekenland · Groot-Brittannië · Haïti · Hongarije · Ierland · Italië · Japan · Joegoslavië · Letland · Mexico · Nederland · Nieuw-Zeeland · Noorwegen · Oostenrijk · Polen · Portugal · Republiek China · Spanje · Tsjecho-Slowakije · Uruguay · Verenigde Staten · Zuid-Afrika · Zweden · Zwitserland